# Вейл (Колорадо)
Вейл (англ. Vail) — город и горнолыжный курорт в округе Игл, штат Колорадо, США.

## История
Город основан в 1966 году для обслуживания горнолыжного курорта Вейл. Первый сезон горнолыжный курорт Вейл принял в декабре 1962 года, это третий по величине курорт в Северной Америке (после Уистлер-Блэккомба и Биг-Ская (англ.). В Вейле прошли чемпионаты мира по горнолыжному спорту 1989 года, 1999 года и 2015 года (два последних совместно с Бивер-Крик).

## Параметры курорта
Рельеф
- Основание — 2470 м,
- Вершина — 3530 м,
- Перепад высот — 1050 м,
- Зона катания — 21,40 км²,
- Количество трасс — 193 всего (18 % — для начинающих, 29 % — для среднего уровня, 53 % — для продвинутых);
- Максимальная длина спуска — 6,4 км;
- Количество сноупарков — 3.

Подъёмники
Всего имеется 31 подъёмник, из них:
- 2 гондольных (12 и 10 чел.);
- 16 кресельных скоростных подъёмников.